# Vincent Johan Reinier van Tuyll van Serooskerken
Vincent Johan Reinier van Tuyll van Serooskerken (Utrecht, 4 november 1792 - Parijs, 24 november 1840) was een Nederlandse militair.

## Familie
Hij was een zoon van Vincent Maximiliaan van Tuyll van Serooskerken en Dorothea Henriëtte Marie Louise de Pagniet (1751-1836). In 1822 trouwde hij met Johanna Magdalena Ringeling (1791-1850). Uit dit huwelijk werd een dochter geboren: Jeanne Cornélie barones van Tuyll van Serooskerken (1822-1890). Zij trouwde in 1852 met Jasper Hendrik baron van Zuylen van Nyevelt (1808-1877), heer van de Schaffelaar.

## Loopbaan
Van Tuyll was vanaf 1809 officier van de cavalerie en van 1839-1840 kolonel. Hij was ridder in het Legioen van Eer en verkreeg bij Koninklijk Besluit van 31 augustus 1831 nummer 113 de Militaire Willems-Orde derde klasse voor zijn verrichtingen tijdens de Tiendaagse Veldtocht.
Van Tuyll was page van koning Lodewijk Napoleon (1807) en later adjudant van de prins van Oranje (1830-1839), de latere koning Willem II. In 1836 werd hij als opvolger van zijn vader eigenaar van het Ingensche veer. Na zijn overlijden werd het veer door zijn weduwe bestierd.